# Ричард Арнолд
Ричард Роберт „Рики” Арнолд II (енгл. Richard Robert "Ricky" Arnold; Шеверли, 26. новембар 1963) је наставник биологије и астронаут агенције NASA. За астронаута је изабран 2004. године као члан 19. астронаутске групе америчке свемирске агенције. До сада је једном боравио у орбити, у марту 2009. године, током мисије спејс-шатла Дискавери СТС-119. Том приликом учествовао је у две шетње свемиром у трајању од преко 12 сати. Други пут полетеће у орбиту у марту 2018. године и провешће око шест месеци на МСС као члан Експедиција 55 / 56.
Ожењен је и има две ћерке.